# Die Acht

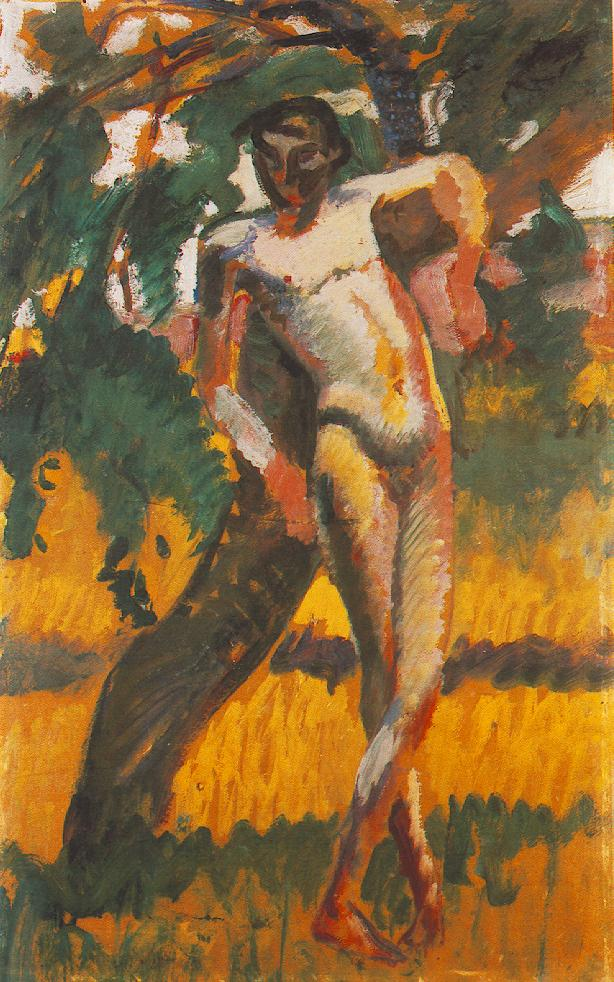
Knabenakt (1909) von Károly Kernstok

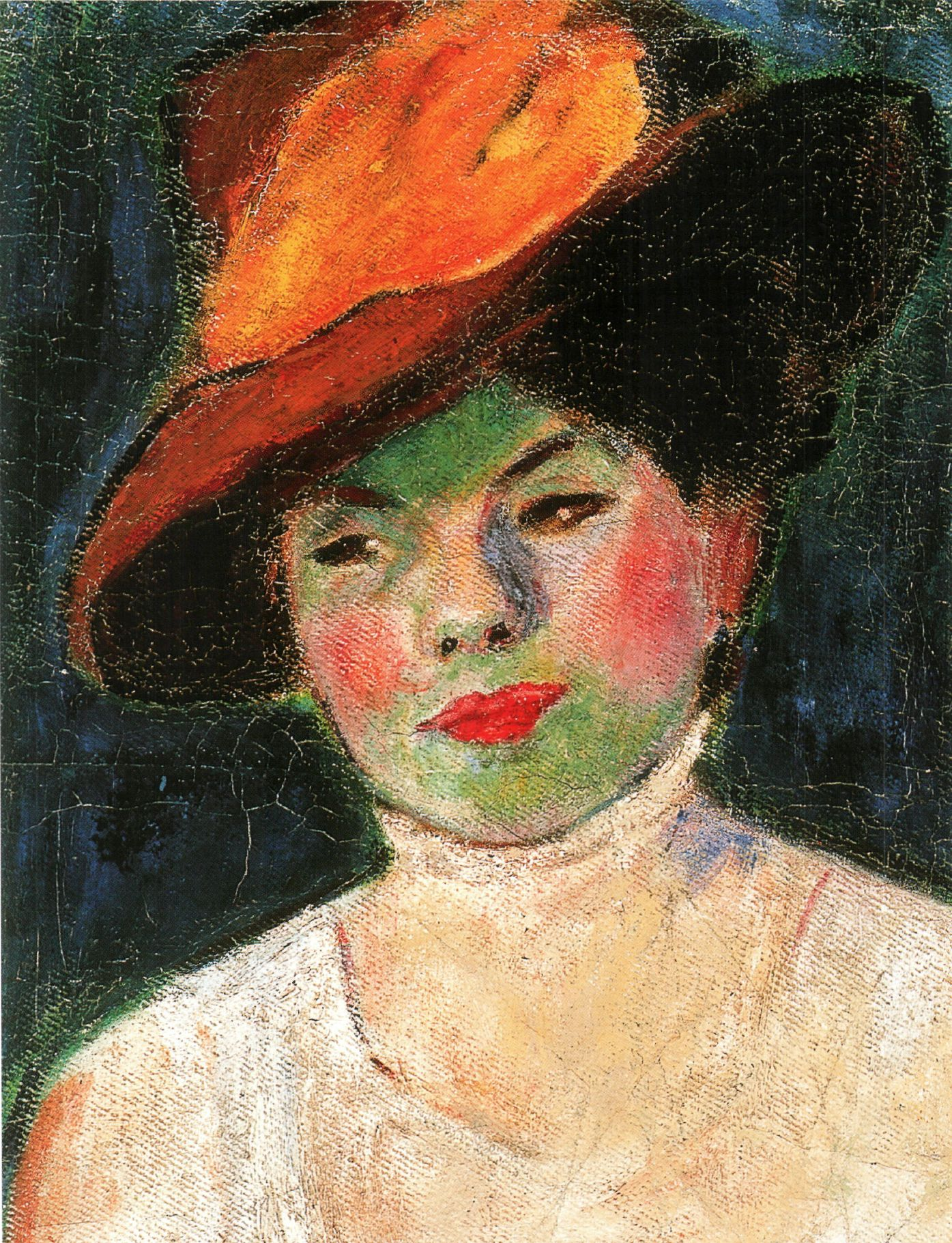
Schauspielerin (1907) von Dezső Czigány

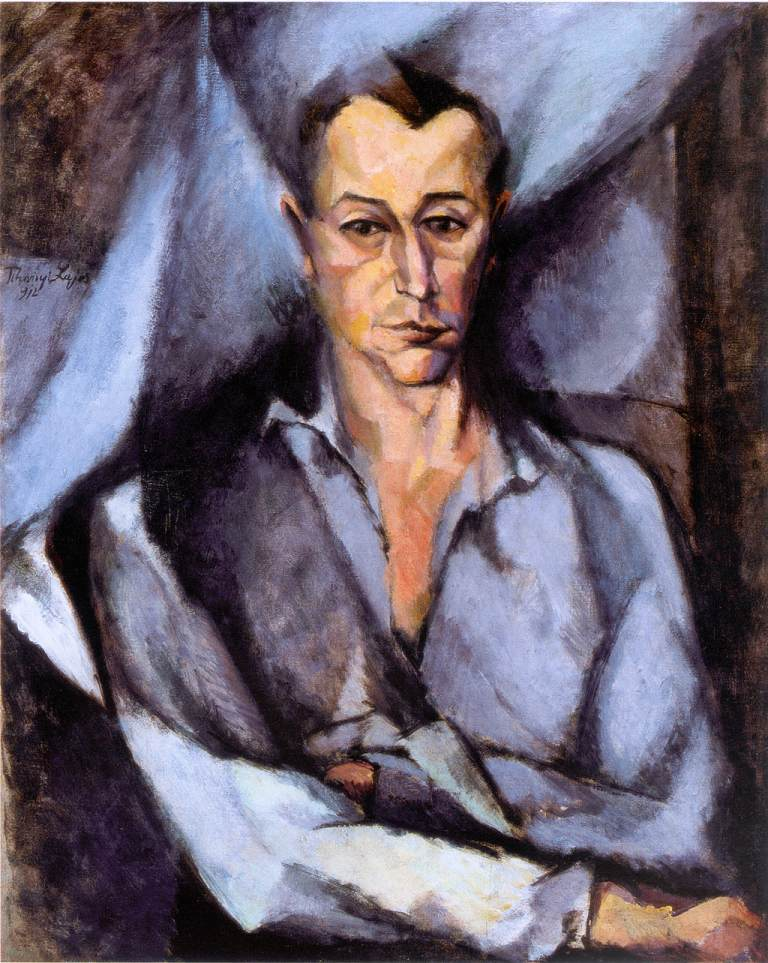
Bildnis des György Bölönis (1912) von Lajos Tihanyi

Die Acht (ungarisch: Nyolcak) (1909–1918) war die bedeutendste ungarische Avantgardekünstlergruppe zu Beginn des 20. Jahrhunderts. Auf die Kunst der Acht wirkten die Avantgardetendenzen, vor allem Fauvismus und Postimpressionismus, die Malerei Paul Cézannes und in kleinerem Maße Expressionismus, Kubismus und die Sezession. Die Acht war eine revolutionäre Künstlergruppe. Ihre Mitglieder waren Sucher neuer Ausdrucksformen der neuen Epoche.

## Mitglieder
Mitglieder der Künstlergruppe waren Róbert Berény, Dezső Czigány, Béla Czóbel, Károly Kernstok, Ödön Márffy, Dezső Orbán, Bertalan Pór und Lajos Tihanyi
Als Gäste stießen zwei Bildhauer zu der Gruppe: Vilmos Fémes Beck und Márk Vedres sowie die Schriftstellerin und Künstlerin Anna Lesznai. György Bölöni verfolgte ihre Tätigkeit mit Interesse und schrieb über sie.

## Geschichte

### Vorgeschichte in Paris
Die Mitglieder kamen in den ersten Jahren des 20. Jahrhunderts alle nach Paris zum Studium und nahmen für kürzere oder längere Zeit an der akademischen Bildung teil. Das beliebteste Institut des Kreises war die Académie Julian: zwischen 1901 und 1907 studierten hier Bertalan Pór, Ödön Márffy, Béla Czóbel, Dezső Czigány, Róbert Berény, Dezső Orbán und Károly Kernstok – außer dem letzteren – alle als Malschüler von Jean-Paul Laurens. Sie besuchten ab und zu auch die Abendkurse der anderen Privatschulen, wie zum Beispiel die Stunden der Académie Colarossi, Grand Chaumiére und Humbert, wo zu dieser Zeit auch die markanten Vertreter der französischen Fauves Henri Matisse, André Derain und Albert Marquet auftauchten. Márffy aber immatrikulierte sich an der staatlichen École des Beaux-Arts, wo er vier Jahre lang die Klasse von Fernand Cormon besuchte. Von hier kamen während der Zeit auch so innovative Weltgrößen wie Henri de Toulouse-Lautrec, Vincent van Gogh, Henri Matisse oder später Francis Picabia und Chaim Soutine.
Czóbel, Márffy, Berény und Czigány stellten ihre Gemälde zwischen 1905 und 1909 mehr oder weniger regelmäßig im Salon d’Autumne und im Salon des Indépendants in Paris aus. Sie kamen dadurch dem Fauvismus immer näher, Czóbel und Berény hatten sogar mit den französischen Fauves zusammen ausgestellt.

### Vorgeschichte in Ungarn
Czóbel war der Einzige der Acht, der aktiv an der Arbeit der Künstlerkolonie in Nagybánya teilnahm, obwohl auch Tihanyi, Czigány und Orbán dorthin kamen. Béla Czóbel stellte seine aus Paris nach Hause gebrachten jüngsten Gemälde im Sommer 1906 in Nagybánya aus. Viele von ihnen waren zutiefst vom neuen Stil der Fauves beeindruckt. Czóbel spielte ohne Zweifel eine Schlüsselrolle in der Stilentwicklung der ungarischen „Wilden“. Er beeinflusste nicht nur die „Neos“, also die ihren Stil unter modernem französischem Einfluss suchten, sondern auch Károly Kernstok, der älter als Czóbel war und als reifer Maler galt; er lud Czóbel im Jahr 1907 auf sein Gut in Nyergesújfalu ein. Die spätere Leitfigur der Künstlergruppe der Acht, lenkte die dortige gemeinsame Arbeit vom Naturalismus in Richtung erneuernder Tendenzen. Im nächsten Sommer suchte Ödön Márffy, der die Erfahrungen seiner vierjährigen Ausbildung konstruktiv zu verarbeiten begann, Kernstok auf seinem Gut auf. Die gemeinsame Arbeit entwickelte die künstlerische Betrachtungsweise beider entscheidend weiter, und ihre fauvistische Malerei entfaltete sich hier in Nyergesújfalu. Ab 1906 begründeten Kernstok und seine für die moderne Ästhetik aufgeschlossenen Freunde eine wahre geistige Werkstatt. Unter den Malern weilten hier Dezső Czigány, Béla Czóbel, Ödön Márffy, Dezső Orbán, Bertalan Pór und János Vaszary; des Weiteren zählten der Bildhauer Márk Vedres, die Kunsthandwerkerin und Schriftstellerin Anna Lesznai, der Dichter Endre Ady, der Philosoph Georg Lukács, der Kunsthistoriker Károly Lyka, der Kunstsammler Marcell Nemes und der Journalist Pál Relle zu den Gästen Kernstoks. Es hielten sich also jene schaffenden Intellektuellen in Nyerges auf, die bei der Entstehung der Gruppe „Die Acht“ bestimmend sein sollten.
Die späteren Mitglieder der Acht – bis auf Berény – nahmen anfangs an den Ausstellungen des MIÉNK (Magyar Impesszionisták és Naturalisták Köre – Kreis Ungarischer Impressionisten und Naturalisten) teil. Dieser erste als modern zu bezeichnende Kunstverein Ungarns wurde im Jahr 1907 gegründet, und Czóbel sowie Márffy wurden in den Kreis der überwiegend konservativ eingestellten Gründungsmitglieder aufgenommen, weil der einflussreiche Kernstok sowie József Rippl-Rónai, der früher der Künstlergruppe der Nabis angehört hatte, auf ihre Aufnahme bestanden. MIÉNK wurde danach allmählich um die jungen Künstler der „ungarischen Fauves“ erweitert, was allerdings die von vornherein vorhandenen Spannungen innerhalb der Gruppe verstärkte. Bereits während ihrer zweiten Ausstellung zeigte sich, dass das jeweilige stilistische Empfinden derart divergent war, dass man die Möglichkeit der Trennung in Erwägung zog. All dies entging auch nicht der Aufmerksamkeit der „gegnerischen“ Seite: „Böse Zungen behaupten indessen“, schrieb der konservative Kunstkritiker László Kézdi-Kovács, „dass Kernstok eine weitere Sezession betreiben, aus Miénk ausscheiden und unter der Bezeichnung ‚Keresők‘ (Die Suchenden) gemeinsam mit der heimischen Ultra-Jugend, jenen jungen Riesen unserer Kunst, eine neue Künstlergruppe gründen wird.“

### Neue Bilder – Das Debüt der Acht
Die Prophezeiung von Kézdi-Kovács wurde zehn Monate später, am 19. Dezember 1909, Wirklichkeit. An diesem Tag berichtete die Presse darüber, dass acht Maler – Róbert Berény, Dezső Czigány, Béla Czóbel, Károly Kernstok, Ödön Márffy, Dezső Orbán, Bertalan Pór und Lajos Tihanyi – eine Gruppenausstellung mit dem Titel Új Képek (Neue Bilder) im Salon Kálmán Könyves Könyves Kálmán Szalon organisierten. Die meisten Mitglieder der sich um Kernstok formierenden Künstlergruppe entstammten der Jugend der ungarischen Fauves, sie rekrutierte sich allerdings nicht aus der ländlichen Künstlerkolonie in Nagybánya – so ist es bezeichnend, dass keiner der markanten Vertreter der Neos an dem Ausstellungsprojekt beteiligt war. Damals gab sich die Künstlergruppe noch keinen Namen, lediglich die Ausstellung erhielt einen Titel. Die Bezeichnung »Neue Bilder« war ein eindeutiger Hinweis auf das der Literatur entnommene Beispiel von epochaler Bedeutung: auf den Gedichtband Új Versek (Neue Gedichte) von Endre Ady, der im Jahr 1906 erschienen war. Damit wollten die Maler nahelegen, dass sie mit ihren künstlerischen Mitteln dieselbe intellektuelle Pariser Geisteshaltung vertraten wie der Poet mit seinen Versen. Die Kritiker griffen den literarischen Hinweis unmittelbar auf und sprachen im Zusammenhang mit der Ausstellung wiederholt vom »malerischen Adysmus«.
Die 32 Bilder der Ausstellung lösten einen großen Skandal aus. Im damaligen Ungarn war selbst die impressionistische, naturalistische Malerei noch nicht etabliert, die unnatürlich wirkende, grelle Farbgebung, die nicht idealisierte, sogar entstellende Darstellung des unbekleideten menschlichen Körpers empörte das Großpublikum. Das Medienecho lockte jedoch scharenweise Besucher in die Ausstellung; täglich wurden neue Zeitungsartikel veröffentlicht, die die neue Malerei kritisierten oder umgekehrt in Schutz nahmen. Es wurden theoretische Diskussionen über die modernen Richtungen der Bildenden Kunst geführt. Am 9. Januar 1910 trug Kernstok im Galileo-Kreis seinen Essay »Die forschende Kunst« vor, auf den der Philosoph Georg Lukács eine Woche später mit seinem Essay »Die Wege haben sich getrennt« eine Antwort gab. Beide Texte wurden in der wirksamsten Kulturzeitschrift der Zeit, dem Nyugat (Westen), veröffentlicht.

### Die zweite Ausstellung der Acht
Den Namen Die Acht (Nyolcak) nahmen die Künstler offiziell erst für ihre zweite Ausstellung an, die im April 1911 nunmehr im vornehmen Nationalsalon Nemzeti Szalon stattfand. Nicht nur die Wahl des Ortes und der elegante Katalog deuteten darauf hin, dass sie die Sache nun viel ernsthafter angingen als bei ihrem Debüt, sondern auch die professionelle Pressekampagne, die in erster Linie von Pál Relle und György Bölöni geführt wurde. Mit der geistigen Elite der Zeit an ihrer Seite wurde die Ausstellung mit einer ganzen Reihe an Veranstaltungen zu einem regelrechten Kulturfestival ausgeweitet. Das Begleitprogramm konzentrierte sich insbesondere auf drei Bereiche: Kunstkritik, Literatur und zeitgenössische Musik. Selbstverständlich wurde eine derartig erneuerungswillige Ausstellung von zahlreichen Debatten und Symposien begleitet, aber bei der Künstlergruppe Die Acht konnte durch das Einbeziehen der neuen ungarischen Literatur und der zeitgenössischen Musik ein breiteres Publikum erreicht werden als normalerweise im Rahmen von Ausstellungen üblich. Ein Diskussionsabend, ein Vortrag folgte dem anderen, vormittags konnte man literarischen Matineen beiwohnen. Aus Sicht der Musikgeschichte war es ein Großereignis, als das Waldbauer-Kerpely-Quartett Bartóks und Weiners Streichquartette, Jenő Kerpely Kodálys Cellosonate und Béla Bartók seine eigenen Klavierstücke im Nemzeti Szalon vortrugen.
Im Allgemeinen ist zu beobachten, dass die zerstreut wirkende fauvistische Pinselführung der Acht immer öfter von einem disziplinierteren Bildaufbau abgelöst wurde. Auch ihre einst »wilden« Farben wurden zurückhaltender, die Kontraste gedämpfter. In ihren Zeichnungen von Aktgruppen scheint das Bedürfnis nach Klassizisierung auf. Wie sie früher mit den Akademien abschlossen, begannen sie nun nach einer Ästhetik von bleibendem Wert zu streben. Im Hintergrund des Wechsels stand in erster Linie die Wiederentdeckung des im Jahr 1906 verstorbenen Paul Cézanne. Diese Stiländerung weist eine große Ähnlichkeit mit jener auf, die sich in diesen Jahren auch bei den französischen »Wilden« vollzog. Bei Georges Braque führt all dies zur Ausarbeitung des analytischen Kubismus, aber auch in der Malerei der Fauve-Künstler Derain, Dufy, Vlaminck und Friesz erscheinen die entsprechenden kubistischen Merkmale. Mit der neuen Richtung konfrontiert, fühlten sich einige Mitglieder der Acht und der Neos angesprochen, aber in die Raumprobleme des analytischen Kubismus vertieften sie sich nicht weiter.
Die Acht – abgesehen von Kernstok und Pór – schufen am Anfang der 1910er Jahre Schlag auf Schlag ihre von Cézannes Malerei beeinflussten Stillleben und Landschaftsgemälde, und auch ihre beliebten Aktkompositionen und arkadischen Szenen sind hauptsächlich auf Cézannes Bilder der Badenden zurückzuführen, obwohl diese Bilder nicht ihre einzige Inspiration waren. Im Zeichen der »ehernen Kunstgesetze« griffen die ungarischen Maler auf die etruskischen Skulpturen, die griechischen Vasengemälde, die italienische Renaissance oder auf die Kompositionen von Hans von Marées und Ferdinand Hodler zurück, was sich in erster Linie auf ihren monumentalen Leinwänden und Wandbildern manifestiert.
Der damalige Budapester Bürgermeister, István Bárczy, legte großen Wert darauf, dass die neuen öffentlichen Gebäude mit den Arbeiten der zeitgenössischen Meister verziert wurden. Dieses Anliegen verhalf einem Teil der Acht zu rentablen Aufträgen. Aus einer Bemerkung Dezső Orbáns lässt sich jedoch schließen, dass die sich plötzlich auftuenden Möglichkeiten zu Spannungen innerhalb der Gruppe führten: „Wir hielten nur ein paar Jahre zusammen“, so Orbáns Erinnerung, „Eifersucht und Neid, insbesondere der Brotneid, führten zur Auflösung.“ Tatsächlich konnten sich lediglich vier – Kernstok, Pór, Márffy und Czigány – an den geldbringenden Aufträgen für Wandbilder beteiligen, während Orbán, Berény und Tihanyi keine derartigen Möglichkeiten erhielten. Czóbel war an der Sache nicht interessiert, denn er lebte damals durchgehend in Paris. 1912 wurde der Gruppenzusammenhalt schwächer, obwohl dies von den Mitgliedern der Acht in der Presse konsequent dementiert wurde.

### Die dritte Ausstellung der Acht, die Auflösung der Gruppe
Die dritte Ausstellung der Acht fand mit einer halbjährigen Verspätung, am 15. November 1912, im Nationalsalon statt. Nur vier – Berény, Orbán, Pór und Tihanyi nahmen daran teil, doch der Katalog wies alle acht Namen als Beweis auf, dass die Gruppe noch existierte. Nach der dritten veranstalteten sie keine weiteren Gruppenausstellungen, sie präsentierten aber ihre Werke an größeren Kollektivausstellungen; so wurden sie von der Presse noch lange zusammen behandelt. Man konnte ihre Gemälde in den Ausstellungen des 1913 gegründeten Kunsthauses sehen. Das Kunsthaus galt früher als Konkurrenz der Acht. An der im Januar 1913 geöffneten sogenannten „Ausstellung der Palasteinweihung“ nahm neben Kernstok nur Márffy teil, während der „Nationalen Postimpressionistischen Ausstellung“ im April stellten aber wieder sieben ihre Werke aus, mit den Zeichnungen von Béla Czóbel. (Der Titel der Ausstellung war täuschend, denn aus dem Katalog stellt sich heraus, dass hauptsächlich französische Fauvisten und Kubisten und die Mitglieder der Brücke und Der Blaue Reiter mit den ungarischen Modernen ausstellten.) Ein Jahr danach, während der großen Kunsthaus-Ausstellung 1914, waren wieder fast alle dabei, es fehlte nur Bertalan Pór. Im Dezember 1913 begann in New York die fünf amerikanische Großstädte berührende Wanderausstellung, deren offizieller Titel „Exhibition of Contemporary Graphic Art in Hungary, Bohemia, and Austria“ war. Unter den vierzig ungarischen Künstlern waren Werke von allen Mitgliedern der Acht zu sehen. Während der im Wiener Künstlerhaus 1914 haltmachenden ungarischen Vorstellung wurden die Werke Tihanyis und Berénys ausgelassen. Die Jury erhob aber gegen die Werke Kernstoks, Czigánys, Orbáns, Márffys und Pórs keine Einwendungen. Bertalan Pór erklärte sich mit seinen zwei Kameraden solidarisch; so stellten sie in einem nicht so bekannten Raum, im Kunstsalon Brüko aus. Die anderen blieben aber im Künstlerhaus. Diese Inzidenz, die zur Schwächung der inneren Solidarität der Gruppe führte, beendete die Geschichte der Acht. Sie nahmen zusammen an einer letzten Ausstellung teil, an der Weltausstellung in San Francisco, deren Kunstabteilung den hochklingenden Titel Panama-Pacific International Exposition trug. Die Acht bekamen einen separierten Saal, der in einer Zeitschrift besonders ungenau als „Hungarian Cubists“ bezeichnet wurde.
Mit dem Ausbruch des Ersten Weltkriegs beendete die in seiner Spiritualität französisch inspirierte, aber autonome und invenziose Phase der ungarischen Malerei. Der in Paris arbeitende Czóbel floh nach den Niederlanden, die meisten Mitglieder der Acht arbeiteten als Kriegsmaler weiter. Die Gruppe löste sich offiziell nie auf, nach dem Krieg wurde sie aber nicht neu organisiert. Die nach der langen Pause im Jahr 1924 gegründete Künstlergruppe „KÚT“ (Neue Gesellschaft der bildenden Künstler) anerkannte die Erbschaft der Acht für ihre eigene.

## Erinnerungsausstellungen
- 1961. Budapest, Ungarische Nationalgalerie. (Graphische Abteilung): Die Acht und die Aktivisten
- 1965. Székesfehérvár (Stuhlweißenburg), Galerie István Csók: Die Acht und der Kreis der Aktivisten
- 1981. Budapest, Ungarische Nationalgalerie: Die Acht und die Aktivisten
- 2005. Debrecen (Debrezin), Erinnerungsmuseum Ferenc Medgyessy: Die Acht und die Aktivisten
- 2010. Pécs (Fünfkirchen), Museum Janus Pannonius: Die Acht – Unter dem Zauber von Cézanne und Matisse
- 2011. Budapest, Museum der Bildenden Künste: Die Acht
- 2012. Wien, Kunstforum: Die Acht. Ungarns Highway in die Moderne
- 2012. Wien, Collegium Hungaricum: Die Acht – Der Akt.
- 2013. Paris, Musée d’Orsay: Allegro Barbaro. Béla Bartók et la modernité hongroise (1905–1920).